# Piotr Kaleta
Piotr Marek Kaleta (ur. 25 czerwca 1968 w Kaliszu) – polski przedsiębiorca, samorządowiec i polityk, senator VII kadencji, poseł na Sejm VIII, IX i X kadencji.

## Życiorys
Ukończył w 1988 Pomaturalne Technikum Budowlane w Kaliszu, a w 2018 – studia licencjackie z administracji publicznej w Wyższej Szkole Kadr Menedżerskich w Koninie. Prowadził własną działalność gospodarczą. Przez dwie kadencje był radnym gminy Godziesze Wielkie. Od 2006 do 2007 pełnił funkcję radnego powiatu kaliskiego i wicestarosty. W wyborach parlamentarnych w 2007 został wybrany na senatora z ramienia Prawa i Sprawiedliwości w okręgu kaliskim, otrzymując 88 977 głosów. W 2011 bez powodzenia ubiegał się o reelekcję. W 2013 został p.o. dyrektora Domu Pomocy Społecznej w Liskowie. W 2014 ponownie wybrany na radnego powiatu.
W 2015 wystartował z ramienia PiS do Sejmu VIII kadencji w okręgu kaliskim. Uzyskał mandat poselski liczbą 6848 głosów. W 2016 został upomniany przez Komisję Etyki Poselskiej za swoją wypowiedź z mównicy sejmowej pod adresem posła Krzysztofa Mieszkowskiego. W 2018 kandydował na prezydenta Kalisza, zajmując 3. miejsce spośród 8 kandydatów.
W wyborach w 2019 z powodzeniem ubiegał się o poselską reelekcję, otrzymując 12 632 głosy. W 2023 po raz trzeci z rzędu został wybrany do Sejmu, zdobywając 16 344 głosy. W grudniu 2023 powołany w skład komisji śledczej ds. afery wizowej.

## Odznaczenia
Na mocy decyzji ministra obrony narodowej nr 154 z dnia 15 lutego 2010, w uznaniu zasług, położonych w dziedzinie rozwoju i umacniania obronności Rzeczypospolitej Polskiej, został odznaczony Brązowym Medalem Za Zasługi dla Obronności Kraju.